# Armillaria paulensis
Armillaria paulensis là một loài nấm trong họ Physalacriaceae. Loài này phân bố ở Nam Mỹ.